# Johann VI. (Bretagne)

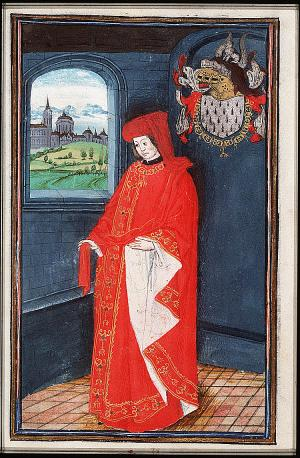
Johann VI. (Statuts, Ordonnances et Armorial de l'Ordre de la Toison d'Or, 1473)

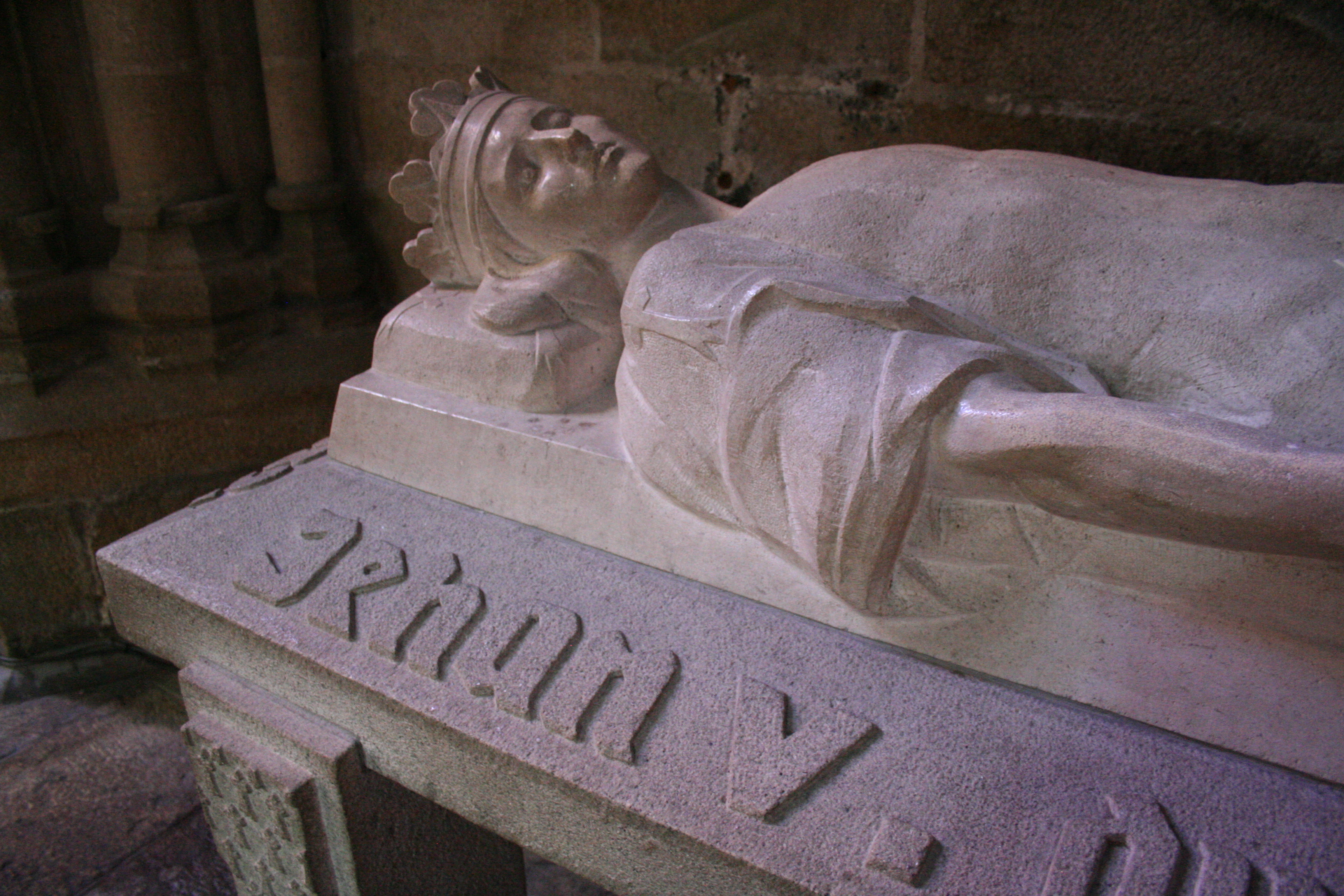
Grabmal des Herzogs in der Kathedrale von Tréguier

Johann VI., in Frankreich als Jean V gezählt (* 24. Dezember 1389 auf Château l’Hermine; † 29. August 1442 in Nantes im Manoir de la Touche), war Herzog von Bretagne von 1399 bis 1442; er war der Sohn des Herzogs Johann V. und seiner dritten Ehefrau Johanna von Navarra, die 1403 die zweite Ehefrau des englischen Königs Heinrich IV. wurde.

## Biographie
Im Alter von zehn Jahren wurde Johann VI. Herzog unter Regentschaft des Herzogs Philipp der Kühne von Burgund († 1404), nach dessen Tod er die Regierung selbst in die Hand nahm. Er verständigte sich mit König Karl VI., dessen Tochter er heiratete, und schlug 1404 die Engländer bei Brest. Mit Olivier V. de Clisson geriet er in Streit, nachdem dieser sich kurz vor dem Tod seines Vaters mit diesem versöhnt hatte, und war kurz davor, ihn zu belagern, als Olivier starb.
Zur Schlacht von Azincourt 1415 kam er zu spät; er musste daher in der Folgezeit eine Politik verfolgen, die beide Parteien, Engländer und Franzosen, nicht provozierte, um sein Herzogtum zu behalten: er unterzeichnete den Vertrag von Troyes (1420), der Karl VII. ausschaltete, erlaubte aber gleichzeitig seinem Bruder Arthur, dem Grafen von Richmond und späteren Connétable von Frankreich, unter dessen Fahne zu kämpfen.
Johann VI. schloss Frieden mit den Grafen von Penthièvre, den Nachkommen seines Vorvorgängers Karl von Blois, die ihre Ansprüche auf die Bretagne nicht aufgegeben hatten. Zu einer Feier, die sie 1420 in Châtonceaux gaben, wurde er dort festgesetzt, aber durch die Tatkraft seiner Frau und der bretonischen Barone wieder befreit. Später setzte er sich mit Herzog Johann II. von Alençon auseinander, wobei er Pouancé belagerte. Sein Bruder Arthur von Richmond, der ihn begleitete, brachte ihn dazu, Frieden zu schließen.
1440 wurde er zur Festigung des gegenseitigen Allianzbündnisses mit Philipp dem Guten auch in den Orden vom Goldenen Vlies aufgenommen.

## Ehe und Nachkommen
Er heiratete 1396 Johanna von Frankreich (1391–1433), eine Tochter Karls VI. Kinder der beiden sind:
- Anne (* 1409; † nach 1415)
- Isabelle (* 1411; † 1442), ⚭ 1435 Guy XIV. de Laval (Haus Montfort-Laval)
- Marguerite (* 1412; † 1421)
- Franz I. (* 1414; † 1450), Herzog von Bretagne; ⚭ 1442 Isabelle Stewart, Tochter von Jakob I., König von Schottland
- Catherine (* 1416; † nach 1421)
- Peter II. (* 1418; † 1457), Herzog von Bretagne
- Gilles (* 1420; † 1450), Herr von Princé